# 神樂河岸
35°42′05″N 139°44′38″E / 35.701387°N 139.743855°E
神樂河岸（日语：／ Kaguragashi */?）是東京都新宿區的町名。住居表示實施地區，不設丁目。2013年8月1日為止的人口為0人。郵遞區號為162-0823。

## 地理
神樂河岸是飯田橋站西側的狹小町域，全域相當於東京都飯田橋廳舍（事務棟）。過去此地為江戶城外濠的飯田濠（日语：いいだぼり），後改建為跨千代田區與新宿區的車站大樓「飯田橋中央廣場」（日语：飯田橋セントラルプラザ）。飯田橋中央廣場下層是購物街「RAMLA」（日语：ラムラ），上層是東京都飯田橋廳舍（事務棟）與住宅棟。其中，事務棟屬新宿區，住宅棟屬千代田區，因此住宅棟人口不屬神樂河岸。此外，同建物內有處稱為「區境Hall」（くざかいホール）的空間。飯田橋中央廣場與飯田橋站連通。近年開始提倡復原過去飯田濠水邊環境的「飯田橋神樂坂水邊再生構想」。

## 歷史
飯田濠旁有個稱作神樂河岸的卸貨處（新宿區揚場町的由來）。但從1970年代以後的水質汙濁等環境惡化，飯田濠開始進行填埋、再開發。1983年（昭和58年）8月6日、千代田區與新宿區的濠跡部分界線重新劃分，千代田區飯田橋四丁目與新宿區神樂河岸進行同面積土地交換。變更之後，濠跡南側為新宿區神樂河岸，北側為千代田區飯田橋。之後建設於此地的飯田橋中央廣場，事務棟屬新宿區，住宅棟屬千代田區。1988年（昭和63年）2月15日，與近鄰的揚場町等實施住居表示，保留舊町名。

### 地名的由來
來自飯田濠旁的神樂河岸（卸貨處）。

## 備註
1. ↑  『角川日本地名大辞典 13　東京都』、角川書店、1991年再版、P872
2. ↑  .   [2013-08-10]. （原始内容存档于2014-08-19）.
3. ↑  千代田區総合ホームページ ・外濠の再生デザインと整備戰略(その1) 的存檔，存档日期2008-11-06. 「外濠地域の史的空間特性と再生方向」 的存檔，存档日期2012-08-23. 法政大学、2011年1月閲覧
4. ↑  另一方面，反對填埋的民眾以當地木材店為據點，搭起帳棚進行抗議，歌手加藤登紀子也對保存運動表達支持。-神樂坂をめぐる まち･ひと･出來事「飯田橋神樂坂水辺再生構想」 （页面存档备份，存于） 2010年1月閲覧
5. ↑  飯田濠の記述も参照。

## 外部連結
- 新宿區役所 （页面存档备份，存于）
- 飯田橋RAMLA （页面存档备份，存于）